# Linda Stirling
Pour les articles homonymes, voir Stirling.
Linda Stirling (née Louise Schultz, Long Beach, Californie, 11 octobre 1921 ; Studio City, Los Angeles, Californie, 20 juillet 1997) est une showgirl, mannequin et actrice américaine. Dans ses dernières années, elle a eu une deuxième carrière en tant que professeur d’anglais pendant plus de vingt ans. Elle est surtout connue pour ses rôles dans des serials. 

## Biographie

### Débuts
Fille de Mr et Me Alex Schultz, Linda Stirling est née à Long Beach, en Californie. Elle a fréquenté la Burnett Grammar School, le George Washington Junior High School et le Long Beach Polytechnic High School.  
Elle a commencé à étudier le théâtre à l'âge de 12 ans et a finalement étudié pendant deux ans à l'Académie des arts dramatiques de Ben Bard.  Elle a également été active dans la Long Beach Players' Guild.  
Stirling a travaillé comme mannequin pour des photographes et a joué dans un théâtre d'été.

### Carrière
Dans le livre In the Nick of Time: Motion Picture Sound Serials, William C. Cline a écrit : « Parmi les caractéristiques nécessaires à une héroïne, Linda Stirling les possédait toute — présence, intégrité, beauté et polyvalence — et une seule aurait suffi dans son cas ». 
Le premier rôle de Stirling fut en tant que mannequin dans The Powers Girl en 1943 et son premier rôle dans un serial est le personnage principal de The Tiger Woman (en) (1944).  La même année, elle joue le rôle principal de l'héroïne dans Zorro le vengeur masqué (1944).  
Après son mariage, elle met un terme à sa carrière d'actrice pour élever sa famille, bien qu’elle apparaisse plus tard dans des épisodes de séries télévisées à partir de 1952.  

### Dernières années
À la fin de sa carrière d'actrice, et ses enfants ayant grandi, Linda Stirling s’inscrit à l'UCLA. Elle obtient finalement un BFA, une maîtrise et enfin un doctorat en littérature anglaise à l'âge de 50 ans.  Avec son diplôme en poche, Stirling commence une nouvelle carrière en tant qu’enseignante d’anglais et de théâtre à l’université dans les années 1960 au Glendale College de Glendale, en Californie, entre 1967 et 1990. 
Dans cette nouvelle carrière, Stirling a cherché à prendre ses distances de son passé hollywoodien, tout en restant active dans le circuit de la convention du film jusqu'aux dernières années de sa vie. Elle est également apparue dans un documentaire de 1990 sur Republic Pictures, le studio pour lequel elle a réalisé l'essentiel de son travail. 

### Vie privée
En 1946, elle épouse le scénariste de Republic, Sloan Nibley. Ils ont eu deux fils. Elle est décédée d'un  cancer à Studio City, Los Angeles (Californie) en 1997.  

## Distinctions
Stirling est l'une des premières gagnantes des Golden Boot Awards en 1983 pour ses contributions au cinéma de western. 

## Filmographie

### Cinéma

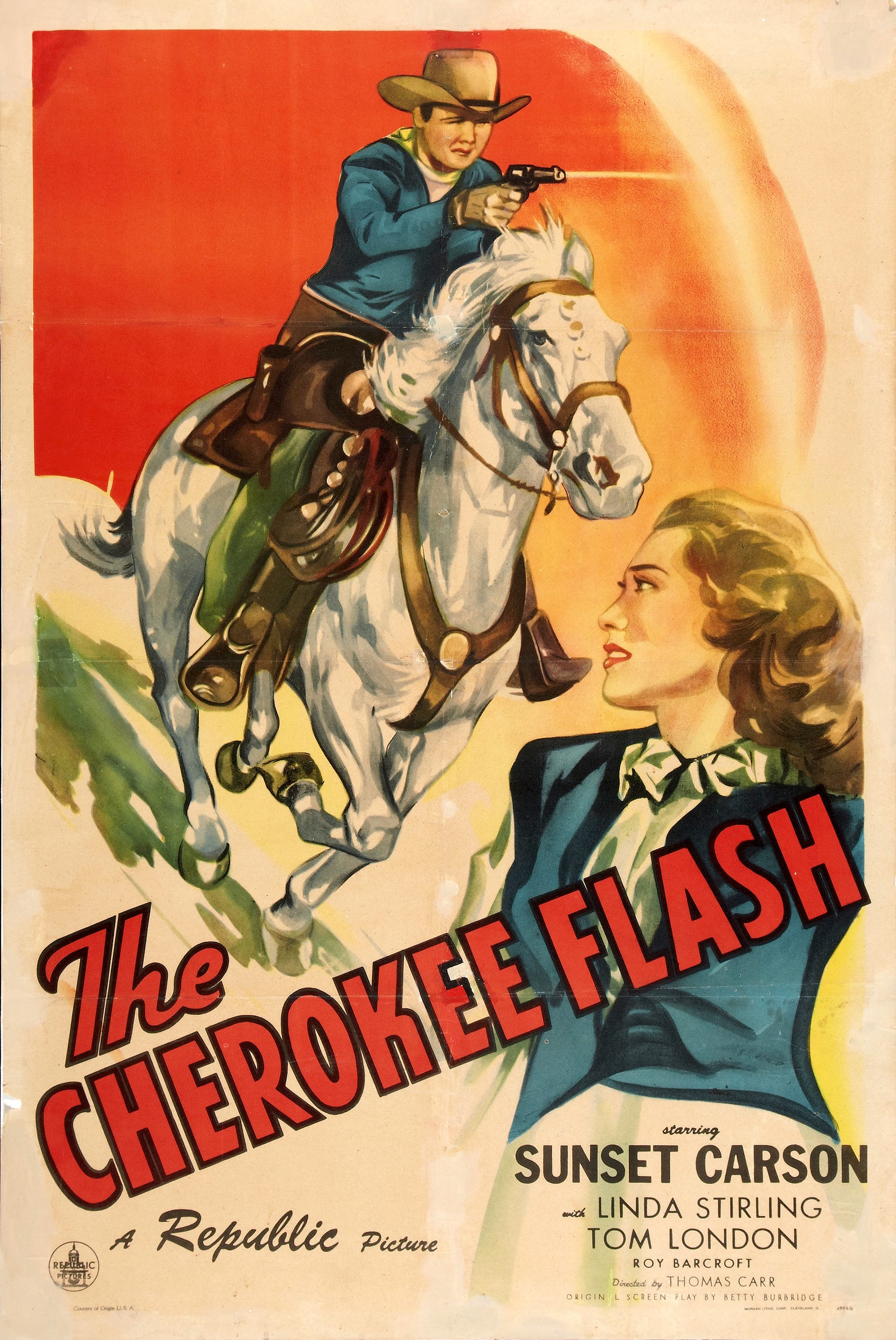
Linda Stirling à l'affiche de The Cherokee Flash en 1945.

- Linda Stirling à l'affiche de The Cherokee Flash en 1945.1943 : The Powers Girl (en) de Norman Z. McLeod : un mannequin
- 1944 : The Tiger Woman (en)de Wallace Grissell et Spencer Gordon Bennet : Tiger Woman / Rita Arnold
- 1944 : The San Antonio Kid : Ann Taylor
- 1944 : Strangers in the Night d'Anthony Mann : non créditée
- 1944 : Sheriff of Sundown : Lois Carpenter
- 1944 : Vigilantes of Dodge City : Carol Franklin
- 1944 : Zorro le vengeur masqué (Zorro's Black Whip) de  Wallace Grissell et Spencer Gordon Bennet : Barbara Meredith / The Black Whip
- 1945 : The Topeka Terror (en)de Howard Bretherton : June Hardy
- 1945 : Sheriff of Cimarron : Helen Burton
- 1945 : Manhunt of Mystery Island (en) de Wallace Grissell et Spencer Gordon Bennet : Claire Forrest
- 1945 : Santa Fe Saddlemates : Ann Morton
- 1945 : The Purple Monster Strikes (en) de Spencer Gordon Bennet et Fred C. Brannon : Shelia Layton
- 1945 : The Cherokee Flash (en) de Thomas Carr : Joan Mason
- 1945 : Wagon Wheels Westward (en) de R. G. Springsteen : Arlie Adams
- 1945 : La Femme du pionnier (Dakota) de Joseph Kane : non créditée
- 1946 : The Madonna's Secret (en) de Wilhelm Thiele : Helen North
- 1946 : Passkey to Danger : non créditée
- 1946 : The Invisible Informer (en) de Philip Ford : Eve Rogers
- 1946 : The Mysterious Mr. Valentine (en) de Philip Ford : Janet Spencer
- 1946 : Rio Grande Raiders (en) de Thomas Carr : Nancy Harding
- 1946 : The Crimson Ghost de William Witney et Fred C. Brannon : Diana Farnsworth
- 1946 : The Magnificent Rogue : non créditée
- 1946 : Une fille perdue (That Brennan Girl) : non créditée
- 1947 : Jesse James Rides Again (en) de Thomas Carr et Fred C. Brannon : Ann Bolton
- 1947 : The Pretender (en) : Flo Ronson

### Télévision
- 1954 : The Pepsi-Cola Playhouse : Helen Blayne (1 épisode)
- 1954 : The Adventures of Falcon (1 épisode)
- 1954-1955 : The Public Defender : Betty (2 épisodes)
- 1954-1955 : Les Aventures de Kit Carson (The Adventures of Kit Carson) (3 épisodes)
- 1955 : The Man Behind the Badge (en): Nettie Perry (1 épisode)
- 1955 : Medic (en): Ellen McClure (1 épisode)
- 1956 : Cavalcade of America (en) (1 épisode)
- 1956 : The Life and Legend of Wyatt Earp (en): Joan Laramie (1 épisode)
- 1956 : The Millionaire (en) : Martha (1 épisode)
- 1957 : On Trial (1 épisode)
- 1959 : The Real McCoys (en) : Mrs. Baker (1 épisode)